# مجمیر
میجمیر یک روستا در استان اردبیل ایران است که در دهستان یورتچی غربی واقع شده‌است. میجمیر ۱۹۳ نفر جمعیت
ساکن دارد. تپه گردشگری سوگی داغی و قیز قالاسی که یک تپه باستانی می‌باشد در این روستا قرار دارد.